# Décret d'accusation des députés de la Convention du 1er avril 1793
Le Décret d'accusation des députés de la Convention est voté à la va-vite, à la quasi-unanimité des députés présents et passera presque inaperçu en fin de séance à la Convention, le 1er avril 1793, sur une proposition de Jean-Paul Marat imprudemment soutenue par le député girondin Jean Birotteau. 

## Texte
La Convention pourra décréter l'accusation de « ceux de ses membres contre lesquels il y avait de fortes présomptions de complicité avec les ennemis de la liberté, de l'égalité et du gouvernement républicains » sans que ces derniers puissent invoquer leur inviolabilité de représentants du peuple ».
Ce texte permettra d'abattre les Girondins à l'occasion des journées des 31 mai et 2 juin 1793.